# 巴黎條約 (1814年)
1814年巴黎和約（Traité de Paris）是在1814年5月30日法國與第六次反法同盟所簽訂的和約。

## 背景
法國皇帝拿破崙在對第六次反法同盟戰敗後，俄羅斯和普魯士軍隊在同年3月30日攻陷巴黎，迫使拿破崙承認戰敗並於3月31日退位，於是在英國支持下，由沙皇亞歷山大一世主導下波旁王朝重新成為法國的合法政府及復辟為正統王朝，由路易十六之兄弟路易十八登上皇位，採君主立憲制，列強與法國皇室於1814年5月30日簽訂和約，恢復正常關係；條約對法國作出寬大優待，藉以撫慰法國人民及加強復辟後波旁王室的聲望。

## 內容
1. 法國保持1792年1月1日以前的疆域，較革命爆發前為多
2. 列強承認波旁王朝為正統，法國承認荷蘭、德意志各邦國、義大利各邦國及瑞士獨立[1]
3. 英國須交還某些法國的殖民地包括瓜德羅普島，英國繼續擁有多巴哥、聖盧西亞、塞舌爾和毛里裘斯及馬爾他等海外據點。
4. 法國不需向列強支付任何賠款
5. 拿破崙自願流放至厄爾巴島，可保留法蘭西帝國皇帝稱號，且每年收取法國政府二百萬法郎